# Gornje Orle
Gornje Orle so naselje v Občini Sevnica.